# Mercedes-Benz L 337
Der Mercedes-Benz L 337 ist ein Lastkraftwagen der Marke Mercedes-Benz, den die Daimler-Benz AG im März 1959 der Öffentlichkeit vorstellte. Bereits 1961 erschien der technisch ähnliche Nachfolger L 338. Außen ähnelt der L 337 stark dem L 322, von dem er sich aber (in der Kurzhauberausführung) durch eine um 300 mm längere Motorhaube unterscheidet. Hergestellt wurde der Lastwagen im Werk Gaggenau in verschiedenen Ausführungen; er war als Fahrgestell, Kipper und Pritschenlastwagen in sogenannter Kurzhauberbauweise lieferbar; seinerzeit war er der schwerste Kurzhauber-Lastkraftwagen der Marke Mercedes-Benz. Des Weiteren war das Fahrzeug auch als LP 337 mit Frontlenkerfahrerhaus erhältlich.
Der L 337 entstand aufgrund der Seebohmschen Gesetze, die bei Lastwagen eine Mindestmotorleistung von 6 PS/t forderten und die Nutzmasse sowie Abmessungen von Lastkraftwagen beschränkten. So hat der L 337 eine Nutzlast von rund 7,2 t, eine maximal zulässige Gesamtmasse von 12 t und darf zusätzlich einen Anhänger von 12 t Masse ziehen. Eine Gesetzesänderung 1960 ließ den L 337 veraltet erscheinen, was seine nur kurze Bauzeit erklärt.

## Modellübersicht
- L 327: Basismodell als Fahrgestell oder mit Pritsche[4]
- LK 327: Mit Kipppritsche[4]
- LP 327: Mit Frontlenkerfahrerhaus[5]
- LS 337: Sattelzugmaschine
- LPS 337: Sattelzugmaschine mit Frontlenkerfahrerhaus

## Kurzbeschreibung

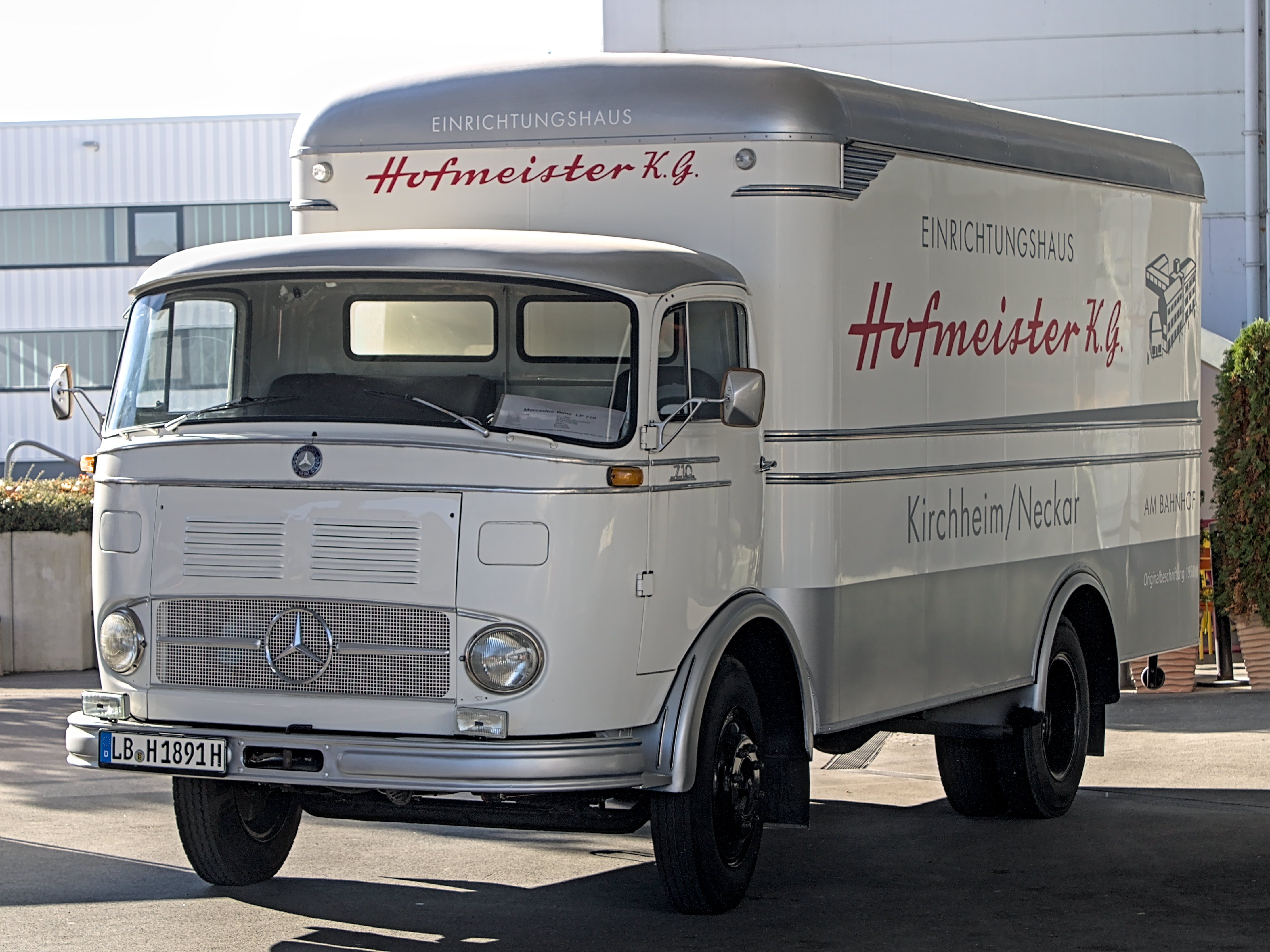
Ein dem LP 337 optisch ähnlicher Lastwagen des Typs LP 710, der zwar das gleiche Fahrerhaus hat, sich aber technisch vom LP 337 unterscheidet

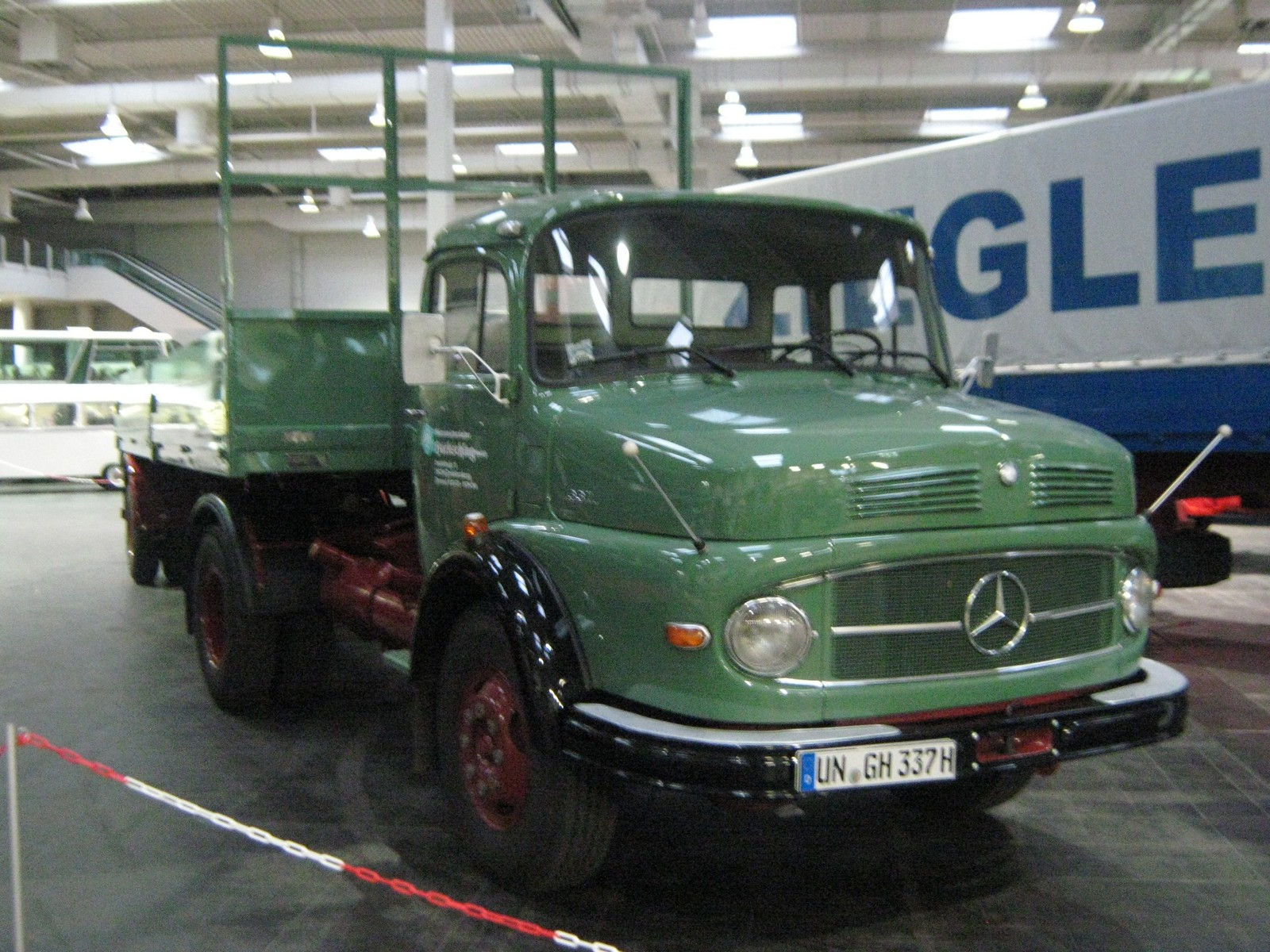
Sattelzugmaschine LS 337

Der L 337 ist ein zweiachsiger Lastkraftwagen mit 12 t zulässiger Gesamtmasse und Hinterradantrieb, der auf einem Leiterrahmen mit U-Profil-Längsträgern aufgebaut ist. Es waren anfangs drei Radstände (3700 mm, 4200 mm und 4400 mm) lieferbar, ab 1960 gab es auch 5000 mm Radstand ab Werk. Das Fahrerhaus ist serienmäßig das lange Kurzhauberfahrerhaus oder das kurze Frontlenkerfahrerhaus der Daimler-Benz AG, ab 1960 gab es auch ein langes (im hinteren Teil verlängertes) Frontlenkerfahrerhaus.
Vorn und hinten hat das Fahrzeug blattgefederte Starrachsen; die Vorderachse ist eine gekröpfte Faustachse. Die angetriebene Hinterachse ist als kombinierte Hypoid-Planetenachse ausgeführt: das heißt, dass sie einen bei Straßenlastkraftwagen üblichen, konventionellen Hypoidantrieb hat, der normalerweise den Einsatz zusätzlicher Planetengetriebe zur Untersetzung überflüssig macht – dennoch ist ein zweistufiges Planetengetriebe eingebaut, das mit Druckluft geschaltet wird. Durch diese Konstruktion konnte das eigentlich unpassend gespreizte, aber synchronisierte Fünfgangklauengetriebe Daimler-Benz G 32 aus dem Daimler-Benz-Baukasten eingebaut werden. Entsprechend hat der Wagen 5 × 2 = 10 mögliche Fahrstufen in Vorwärtsrichtung. Vom Motor wird das Antriebsmoment über eine Einscheibentrockenkupplung des Typs Fichtel & Sachs GF 50 KR BH auf das Getriebe übertragen.
Angetrieben wird der L 337 von einem freisaugenden Sechszylinder-Dieselmotor in Reihenbauart mit 10,8 Liter Hubraum, Typ Mercedes-Benz OM 326IV. Dieser Motor ist wassergekühlt, hat Vorkammereinspritzung und leistet 172 PS (127 kW).

## Technische Daten
| Kenngrößen                                    | L 337                                                                                                 | LK 337                                                                                                | LP 337                                                                                                |
| Abmessungen und Gewichte                      | Abmessungen und Gewichte                                                                              | Abmessungen und Gewichte                                                                              | Abmessungen und Gewichte                                                                              |
| --------------------------------------------- | --- | --- | --- |
| Radstand (mm)                                 | 4400                                                                                                  | 4200                                                                                                  | 3700/4200                                                                                             |
| Länge (mm)                                    | 7650                                                                                                  | 7050                                                                                                  | 6960/7920                                                                                             |
| Breite (mm)                                   | 2400                                                                                                  | 2430                                                                                                  | 2400                                                                                                  |
| Höhe (mm)                                     | 2470                                                                                                  | 2490                                                                                                  | 2560                                                                                                  |
| Spurweite vorne (mm)                          | 1906                                                                                                  | 1906                                                                                                  | 1906                                                                                                  |
| Spurweite hinten (mm)                         | 1788                                                                                                  | 1788                                                                                                  | 1788                                                                                                  |
| Bodenfreiheit (mm)                            | 252                                                                                                   | 252                                                                                                   | 252                                                                                                   |
| Leermasse (kg)                                | 4770                                                                                                  | 5370                                                                                                  | 4740/4950                                                                                             |
| Nutzlast (kg)                                 | 7230                                                                                                  | 6630                                                                                                  | 7260/7050                                                                                             |
| Maximal zulässige Gesamtmasse (kg)            | 12000                                                                                                 | 12000                                                                                                 | 12000                                                                                                 |
| Antriebsstrang                                | | | |
| Kupplung                                      | Einscheibentrockenkupplung Fichtel & Sachs/GF 50 KR/BH                                                | Einscheibentrockenkupplung Fichtel & Sachs/GF 50 KR/BH                                                | Einscheibentrockenkupplung Fichtel & Sachs/GF 50 KR/BH                                                |
| Getriebe                                      | Fünfgangsynchrongetriebe Daimler-Benz G 32                                                            | Fünfgangsynchrongetriebe Daimler-Benz G 32                                                            | Fünfgangsynchrongetriebe Daimler-Benz G 32                                                            |
| Antrieb auf                                   | Hinterräder                                                                                           | Hinterräder                                                                                           | Hinterräder                                                                                           |
| Getriebeübersetzungen                         | 1. Gang: 6,106:1 2. Gang: 3,24:1 3. Gang: 2,19:1 4. Gang: 1,467:1 5. Gang: 1:1 R-Gang: 5,64:1         | 1. Gang: 6,106:1 2. Gang: 3,24:1 3. Gang: 2,19:1 4. Gang: 1,467:1 5. Gang: 1:1 R-Gang: 5,64:1         | 1. Gang: 6,106:1 2. Gang: 3,24:1 3. Gang: 2,19:1 4. Gang: 1,467:1 5. Gang: 1:1 R-Gang: 5,64:1         |
| Höchstgeschwindigkeit (km/h)                  | 72,5                                                                                                  | 72,5                                                                                                  | 83,5                                                                                                  |
| Wirksame Gesamtbremsfläche (cm²)              | 2830                                                                                                  | 2830                                                                                                  | 2830                                                                                                  |
| Motor                                         | | | |
| Motortyp                                      | Mercedes-Benz OM 326IV                                                                                | Mercedes-Benz OM 326IV                                                                                | Mercedes-Benz OM 326IV                                                                                |
| Bauart                                        | Freisaugender Sechszylinderreihenmotor (Diesel)                                                       | Freisaugender Sechszylinderreihenmotor (Diesel)                                                       | Freisaugender Sechszylinderreihenmotor (Diesel)                                                       |
| Gemischbildung                                | Kantengesteuerte Vorkammereinspritzung; Reiheneinspritzpumpe                                          | Kantengesteuerte Vorkammereinspritzung; Reiheneinspritzpumpe                                          | Kantengesteuerte Vorkammereinspritzung; Reiheneinspritzpumpe                                          |
| Ventilsteuerung                               | OHV-Ventilsteuerung, vier Ventile                                                                     | OHV-Ventilsteuerung, vier Ventile                                                                     | OHV-Ventilsteuerung, vier Ventile                                                                     |
| Kühlung                                       | Wasserkühlung                                                                                         | Wasserkühlung                                                                                         | Wasserkühlung                                                                                         |
| Bohrung × Hub                                 | 128 × 140 mm                                                                                          | 128 × 140 mm                                                                                          | 128 × 140 mm                                                                                          |
| Hubraum                                       | 10.809 cm³                                                                                            | 10.809 cm³                                                                                            | 10.809 cm³                                                                                            |
| Nennleistung nach DIN 70020                   | 172 PS (127 kW) bei 2200 min−1                                                                        | 172 PS (127 kW) bei 2200 min−1                                                                        | 172 PS (127 kW) bei 2200 min−1                                                                        |
| Maximales Drehmoment nach DIN 70020           | 58 kp·m (569 N·m) bei 1300 min−1                                                                      | 58 kp·m (569 N·m) bei 1300 min−1                                                                      | 58 kp·m (569 N·m) bei 1300 min−1                                                                      |
| Mittlere Kolbengeschwindigkeit                | 10,3 m/s                                                                                              | 10,3 m/s                                                                                              | 10,3 m/s                                                                                              |
| Verdichtung ε                                 | 20,5                                                                                                  | 20,5                                                                                                  | 20,5                                                                                                  |
| Mittlerer Arbeitsdruck                        | 6,75 kp·cm−2 (662 kPa)                                                                                | 6,75 kp·cm−2 (662 kPa)                                                                                | 6,75 kp·cm−2 (662 kPa)                                                                                |
| Einspritzdruck                                | 135 atü (13,2 MPa)                                                                                    | 135 atü (13,2 MPa)                                                                                    | 135 atü (13,2 MPa)                                                                                    |
| Zündfolge                                     | 1-5-3-6-2-4                                                                                           | 1-5-3-6-2-4                                                                                           | 1-5-3-6-2-4                                                                                           |
| Einlassventil öffnet                          | 31° vor oberem Totpunkt                                                                               | 31° vor oberem Totpunkt                                                                               | 31° vor oberem Totpunkt                                                                               |
| Einlassventil schließt                        | 67° nach unterem Totpunkt                                                                             | 67° nach unterem Totpunkt                                                                             | 67° nach unterem Totpunkt                                                                             |
| Auslassventil öffnet                          | 69° vor unterem Totpunkt                                                                              | 69° vor unterem Totpunkt                                                                              | 69° vor unterem Totpunkt                                                                              |
| Auslassventil schließt                        | 33° nach oberem Totpunkt                                                                              | 33° nach oberem Totpunkt                                                                              | 33° nach oberem Totpunkt                                                                              |
| Motormasse                                    | 805 kg                                                                                                | 805 kg                                                                                                | 805 kg                                                                                                |
| Kraftstoffverbrauch nach DIN 70030 (l/100 km) | 18,1                                                                                                  | – | |
| Füllmengen                                    | | | |
| Füllmenge des Kraftstoffbehälters (l)         | 100                                                                                                   | 100                                                                                                   | 100                                                                                                   |
| Füllmenge der Ölwanne (l)                     | 9–12                                                                                                  | 9–12                                                                                                  | 9–12                                                                                                  |
| Füllmenge des Kühlsystems (l)                 | 40 | 40 | 40 |
| Füllmenge des Getriebegehäuses (l)            | 3,7                                                                                                   | 3,7                                                                                                   | 3,7                                                                                                   |
| Elektrische Anlage                            | | | |
| Anlasser                                      | 24-V-Schubankeranlasser Fabrikat Bosch BPD 6/24 AR 169                                                | 24-V-Schubankeranlasser Fabrikat Bosch BPD 6/24 AR 169                                                | 24-V-Schubankeranlasser Fabrikat Bosch BPD 6/24 AR 169                                                |
| Lichtmaschine                                 | Bosch LJ/GK 300/12-1400 AR 18 (12 V, 300 W) Antrieb über Keilriemen ab Kurbelwellendrehzahl 660 min−1 | Bosch LJ/GK 300/12-1400 AR 18 (12 V, 300 W) Antrieb über Keilriemen ab Kurbelwellendrehzahl 660 min−1 | Bosch LJ/GK 300/12-1400 AR 18 (12 V, 300 W) Antrieb über Keilriemen ab Kurbelwellendrehzahl 660 min−1 |
| Batterie                                      | 2 × Bleisäureakkumulator 12 V, 105 Ah                                                                 | 2 × Bleisäureakkumulator 12 V, 105 Ah                                                                 | 2 × Bleisäureakkumulator 12 V, 105 Ah                                                                 |
| Quellenangaben                                | [ 4 ]                                                                                                 | [ 4 ]                                                                                                 | [ 5 ]                                                                                                 |